# The Owl and the Nightingale

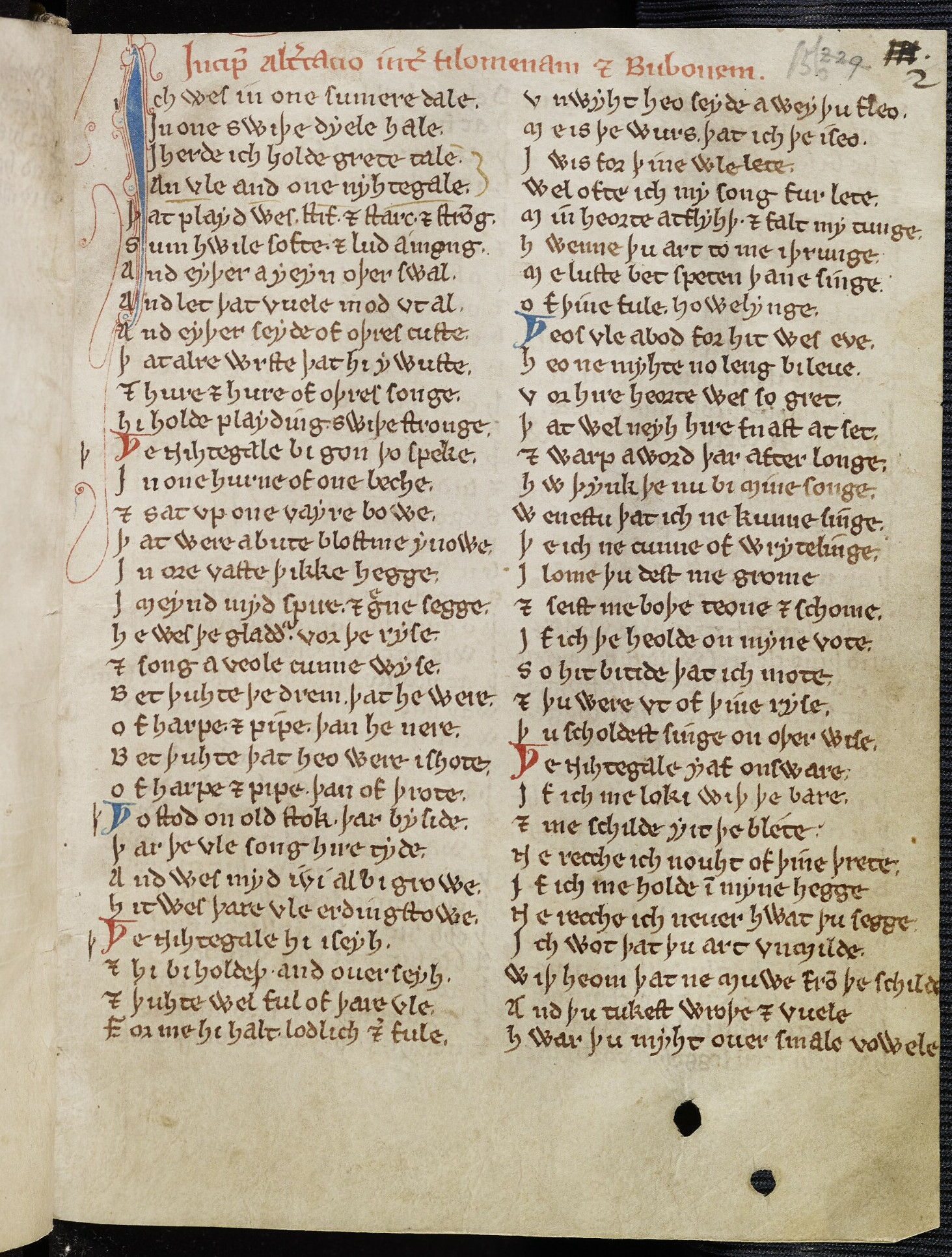
Página inicial de "The Owl and the Nightingale" com cabeçalho vermelho em latim: "Incipit altercatio inter filomenam et bubonem"

The Owl and the Nightingale é um poema dos séculos XII ou XIII, escrito em inglês médio, que trata de um debate entre uma coruja e um rouxinol ouvido pelo eu lírico. É o exemplo mais antigo em inglês médio de um gênero literário conhecido como poesia de debate (ou competição em versos). Nessa época, textos deste gênero eram usualmente escritos em anglo-normando ou latim. Este poema demonstra a influência de técnicas  francesas linguísticas, literárias e retóricas. Após a conquista normanda da Inglaterra, o francês se tornou um língua predominante no país, mas o inglês ainda era altamente difundido e reconhecido como um idioma aceitável para poesia, mas somente para debates burlescos.